# Mercedes-Benz C219
La Mercedes-Benz C219 è la prima generazione della Mercedes-Benz Classe CLS, un'autovettura di fascia alta prodotta dalla casa automobilistica tedesca Mercedes-Benz dal 2004 al 2010.

## Storia e profilo

### Nascita del modello
La C219, nota anche come la prima serie della Classe CLS, rappresenta uno dei punti culminanti di quella febbrile attività che tra la seconda metà degli anni novanta del XX secolo e la prima metà del decennio successivo ha coinvolto tutte le sfere di progettazione e sviluppo della Casa di Stoccarda. Tale attività aveva già dato modo di scoprire nuove nicchie di mercato (vedi la Classe A o la piccola Smart) e in seguito avrebbe creato altri nuovi settori di mercato (come la Classe R).
L'avvento della Classe CLS venne preannunciato già al Salone dell'automobile di Francoforte del 2003, con la presentazione della concept Vision CLS, che anticipava già il nome della nuova classe di vetture e che praticamente già prefigurava perfettamente la vettura definitiva.
Per il lancio sul mercato, però si sarebbe dovuto attendere ancora un anno, quando alla successiva edizione della kermesse tedesca sarebbe stata presentata la vettura definitiva.

#### Design e interni
L'addio del designer Bruno Sacco, ritiratosi a vita privata dopo una brillante carriera pluridecennale alla Mercedes-Benz, non ha fatto sì che la Casa tedesca si rassegnasse a una così pesante perdita, anzi: come già spiegato, ci si lanciò alla scoperta di nuove nicchie di mercato da esplorare. Le linee della Vision CLS, e dunque anche della C219, vennero disegnate da Michael Fink, un estroso designer tedesco in forza alla Mercedes-Benz dal 1989 al 2001. Perciò il disegno della nuova vettura era risalente già ad alcuni anni prima, ma solo in seguito da tali disegni venne realizzata la vettura vera e propria.
Elegante ma anche sportiveggiante, la C219 era caratterizzata da un frontale piuttosto aggressivo e caratterizzato dai nuovi fari anteriori dall'inedito disegno "a L". Al centro, la calandra a quattro listelli orizzontali sfoggiava il grande stemma della stella a 3 punte, mentre il paraurti era composto da una presa d'aria centrale di maggiori dimensioni, affiancata ai lati da due prese d'aria più piccole che fungevano anche da alloggiamento per i piccoli fendinebbia.
La vista laterale è forse quella più particolare: sia il parabrezza con i relativi montanti anteriori, sia il lunotto con i suoi montanti posteriori, sono molto inclinati, in modo da donare una notevole sportività alla vista d'insieme. Parabrezza e lunotto sono raccordati tra loro da un tetto dal disegno arcuato, che rende ancora più filante il corpo vettura. Con il disegno di tale tetto, ben si integravano le superfici vetrate laterali, che nella loro totalità assumevano una forma a spicchio molto particolare. Al contrario delle tradizionali coupé Mercedes-Benz, però, la CLS è dotata anche di un montante centrale, per non rischiare di compromettere la stabilità della vettura. E ancora, la vista laterale è caratterizzata dalla lunga nervatura che parte dal passaruota anteriore e percorre tutta la fiancata un palmo sotto la linea di cintura, disegnando un profilo arcuato ad amplissimo raggio che si spegne appena arrivato all'altezza dei fari posteriori. Tale nervatura rende ancor più personale e dinamica la vista laterale.
La coda, piuttosto corta e affusolata, evidenzia il disegno dei fari posteriori, sempre triangolari come nella maggior parte della produzione Mercedes-Benz, ma evoluti in modo da risultare più moderni. Il loro disegno viene parzialmente tagliato dalla linea di battuta del cofano posteriore, il quale presenta sulla sommità un profilo più affilato e meno morbido, quasi a voler interrompere la fluidità delle linee con un tocco di aggressività in più che non guastava.
Eleganza, sportività e originalità si ritrovano anche nell'abitacolo, dove uno degli elementi più originali sta nella plancia, ridisegnata e sovrastata da un pannello in legno che include anche il cruscotto. La strumentazione è di tipo misto, che mescola cioè alcuni strumenti di tipo analogico (tachimetro, contagiri e orologio) con altri di tipo digitale (indicatore di livello carburante, termometro acqua e schermo del computer di bordo). In generale, l'abitacolo è impostato secondo alcuni criteri americaneggianti, sia per quanto riguarda il disegno, sia per quanto riguarda l'esigenza di avere un ambiente interno decisamente confortevole.
Il divano posteriore è diviso in due posti singoli dal grosso tunnel centrale, il quale funge da consolle portaoggetti per gli occupanti posteriori, che possono disporre tra l'altro di due vani portaoggetti sistemati proprio sul tunnel: la vettura è quindi omologata per 4 persone, proprio perché non offre in alcun modo la possibilità di avere un terzo posto di dietro.

#### Tecnica e motorizzazioni

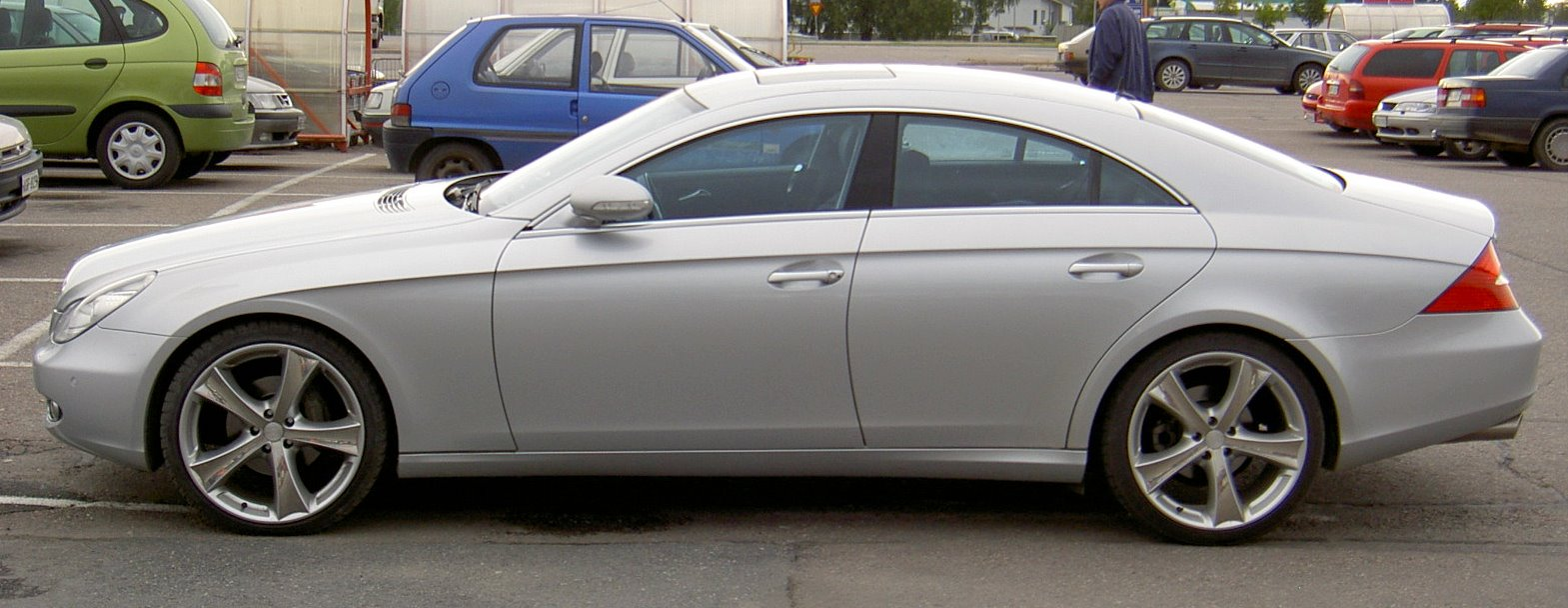
La filante silhouette di una CLS 320 CDI

Le prime novità tecniche della vettura stanno sui lamierati che costituiscono la filante carrozzeria della vettura e sono costituite dalla nuova tecnica di verniciatura a nanoparticelle, che rende più resistente e duratura la verniciatura stessa.
La base meccanica della C219 è la stessa della Classe E W211, in produzione da due anni al momento del debutto della prima generazione di CLS. Vengono però apportate delle migliorie e degli aggiornamenti in più che nella normale berlina sono presenti solo nelle versioni di punta. Per cominciare, il passo è stato allungato di 152 mm, così da aumentare l'abitabilità interna. Si continua poi con le sospensioni anteriori a quadrilatero e il retrotreno di tipo multilink. Queste soluzioni sono di serie solo in quella che al debutto era la versione base (con motore V6 da 3,5 litri), mentre le versioni superiori montavano di serie le più raffinate sospensioni pneumatiche Airmatic Dual Control. L'impianto frenante è a dischi (di cui quelli anteriori sono autoventilanti), corredato da ABS, ESP, ASR (antislittamento) e il BAS, ossia l'assistente elettronico alla frenata. Lo sterzo a cremagliera è dotato di un dispositivo idraulico di servoassistenza che varia la sensibilità al variare della velocità della vettura.
Al suo debutto, la CLS era prevista in due motorizzazioni, entrambe a benzina:
- CLS 350: motore V6 da 3498 cm³ e 272 CV;
- CLS 500: motore V8 da 4966 cm³ e 306 CV.

Le due motorizzazioni sono accoppiate a un cambio automatico-sequenziale 7G-Tronic a 7 rapporti.

#### Allestimenti e dotazioni
La CLS C219 ha debuttato in un unico livello di allestimento per ogni motorizzazione: la dotazione di serie era assai completa fin dalla versione meno costosa, ossia la CLS350, la quale comprendeva tra l'altro: doppio airbag (conducente + passeggero anteriore), airbag laterali e airbag a tendina, volante multifunzione con comandi impianto Hi-Fi, cerchi in lega da 17 pollici, climatizzatore automatico a 4 zone, computer di bordo, interni in pelle e servosterzo ad azione progressiva.
La CLS 500 poteva contare anche su: navigatore satellitare (optional sulla CLS 350), cerchi in lega da 18 pollici e sospensioni pneumatiche attive Airmatic Dual Control (anche questa ottenibile sulla CLS350 solo a pagamento).
Optional per entrambe le versioni erano i fari anteriori bi-xeno, il Parktronic e il tetto in cristallo ad apertura elettrica.

### Evoluzione

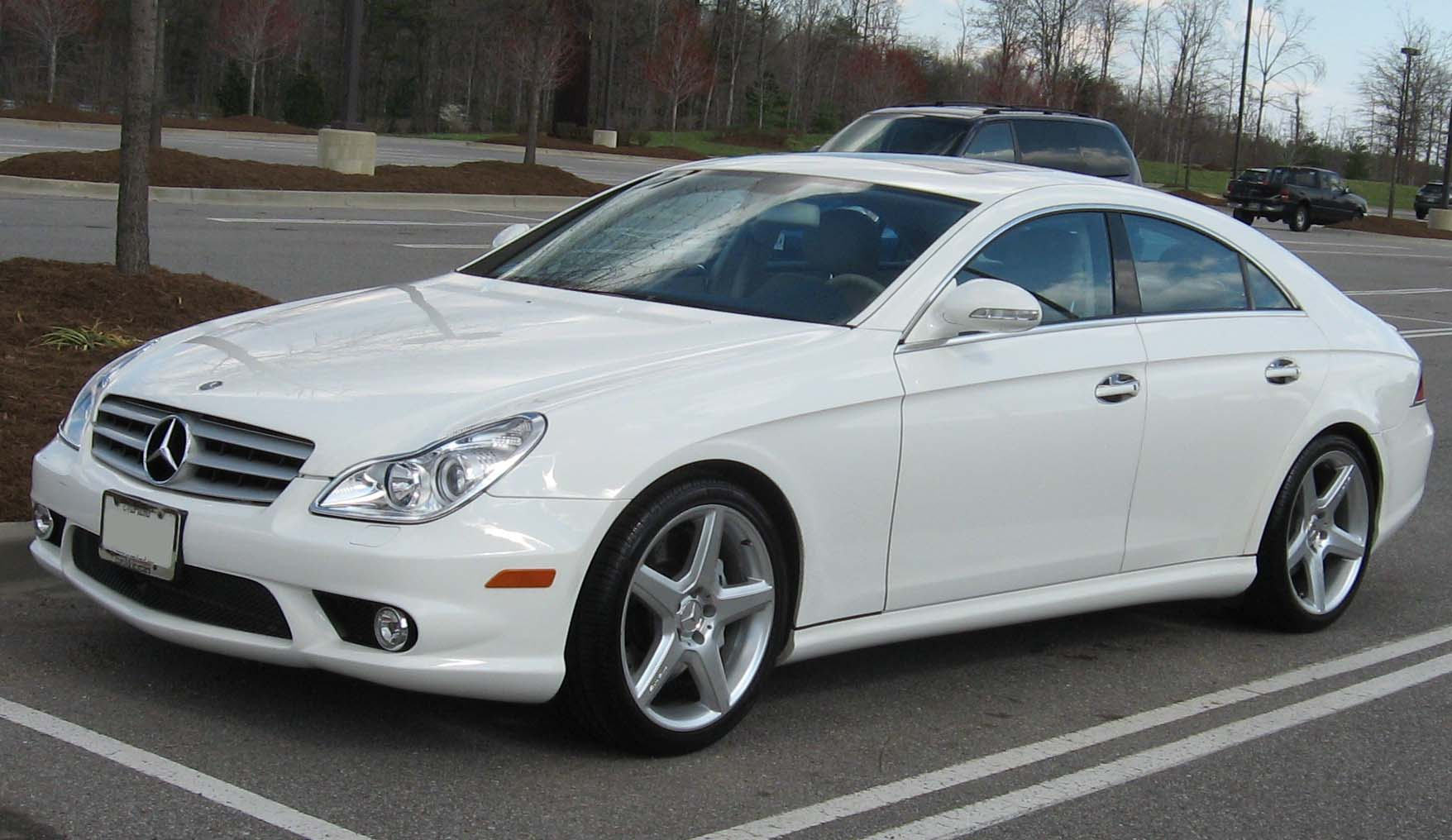
Una CLS 55 AMG, introdotta poco dopo il debutto della gamma CLS C219

Poco dopo il debutto della CLS divenne già possibile ordinare quella che sarebbe stata la versione di punta, ossia la CLS 55 AMG. Questo modello era equipaggiato da un potente V8 da 5,4 litri sovralimentato mediante compressore volumetrico e in grado di erogare 476 CV di potenza massima. A tale motore venne accoppiato un cambio automatico-sequenziale Speedshift a 5 rapporti. Le prestazioni, come in ogni Mercedes-Benz rivisitata dalla AMG, erano rilevanti: nonostante la massa non indifferente (che a vuoto raggiunge i 1.845 kg) la vettura raggiunge i 250 km/h autolimitati, con una accelerazione da 0 a 100 km/h che viene coperto in 4"7. La vettura viene inserita ufficialmente in listino nel gennaio del 2005.
Nel corso del 2005 viene introdotta anche la prima CLS a gasolio, ossia la CLS 320 CDI, spinta da un V6 da 3 litri turbodiesel common rail in grado di erogare 224 CV di potenza massima. Anche questa versione montava il cambio automatico-sequenziale a 7 rapporti previsto anche per la CLS 350 e la CLS 500.
Nel 2006 la gamma subisce alcune importanti modifiche: innanzitutto la CLS 350 viene sostituita dalla CLS 350 CGI, equipaggiata con una nuova versione del V6 da 3,5 litri, caratterizzato dall'alimentazione a iniezione diretta. Questo motore che qui vede il suo debutto, eroga 292 CV di potenza massima, 20 in più rispetto al precedente V6 di pari cilindrata. Inoltre, la CLS500 beneficia di un nuovo V8 da 5,5 litri e 388 CV, che va a sostituire il precedente 5 litri da 306 CV. E ancora, la CLS 55 AMG viene proposta anche con il pacchetto Performance, consistente nel riposizionamento del limitatore di velocità, in maniera tale da consentire alla vettura di raggiungere i 300 km/h di velocità massima. Questo per i primi mesi del 2006, dopodiché la CLS 55 AMG esce di produzione, sostituita dalla CLS 63 AMG, spinta da un nuovo V8 da 6,2 litri in grado di erogare 514 CV e di spingere la vettura a 100 km/h da ferma in 4"5. Questo nuovo modello si accommiata tra l'altro dal precedente cambio Speedshift a 5 rapporti per usufruire anch'esso del 7G-Tronic a 7 rapporti previsto per il resto della gamma. Infine, la gamma stessa si sdoppia: quasi tutte le versioni sono previste in due allestimenti, denominati Chrome e Sport. Fa eccezione solo la versione AMG, che però è disponibile anch'essa come la precedente CLS 55 AMG nella più prestante versione Performance, con velocità di punta autolimitata a 300 km/h.

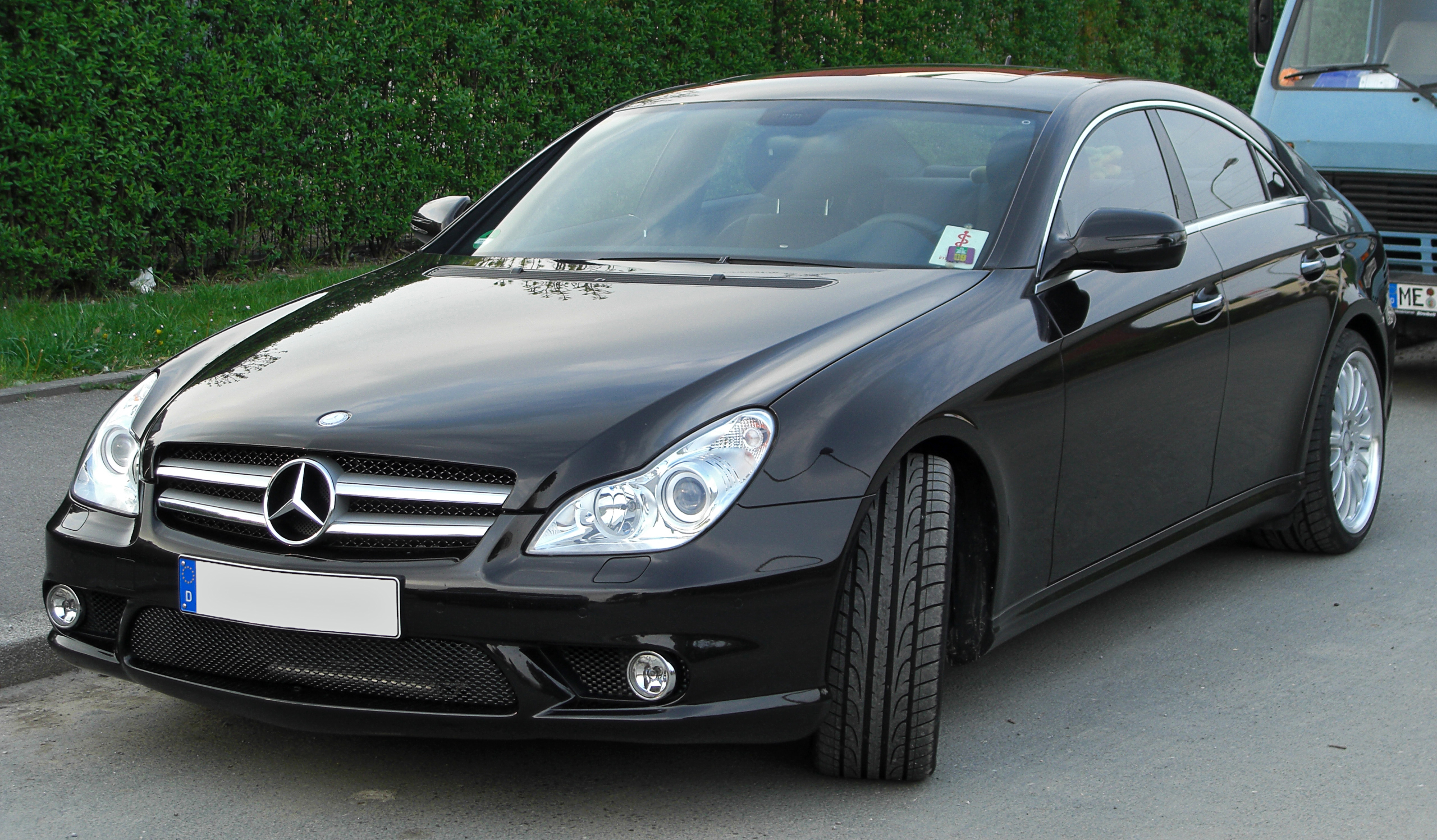
Vista frontale di una CLS C219 in seguito al restyling del 2008

Mentre nel 2007 non vi sono state variazioni di rilievo, nel 2008 c'è stato il restyling: esteticamente viene ritoccato il frontale, con una nuova calandra a due listelli anziché quattro, nuovi specchietti retrovisori esterni e nuovi fari posteriori leggermente ridisegnati e con tecnologia a led. La gamma beneficia dell'arrivo di una nuova versione entry-level, la CLS 280, spinta da un 3 litri V6 da 231 CV. Tale versione va a posizionarsi subito sotto la CLS 350 CGI, rimasta a listino. Anche le altre versioni, comunque, rimangono in produzione, così come rimangono invariati i due livelli di allestimento Chrome e Sport.
Nel 2009, la CLS 280 cambia denominazione e diventa CLS 300, analogamente alla CLS 320 CDI, ribattezzata CLS 350 CDI. I motori, però, non subiscono modifiche sostanziali.
La gamma così ottenuta non ha subito variazioni fino al 26 luglio del 2010, data in cui dalle linee di montaggio è uscita l'ultima C219. Nell'autunno seguente, verrà introdotta la sua erede, contraddistinta dalla sigla di progetto C218.

## Riepilogo caratteristiche
Di seguito vengono riepilogate le versioni previste per la gamma CLS C219. I prezzi si riferiscono al livello di allestimento meno costoso e al momento del debutto in Italia.
| Modello                                                                      | Sigla telaio       | Motore                | Cilindrata cm³     | Alimentazione                                     | Potenza CV/rpm     | Coppia Nm/rpm      | Cambio/ N°rapporti | Massa a vuoto (kg) | Velocità max       | Acceler. 0–100 km/h | Consumo (l/100 km) | Emissioni CO2 (g/km) | Anni di produzione | Prezzo al debutto  |
| Versioni a benzina                                                           | Versioni a benzina | Versioni a benzina    | Versioni a benzina | Versioni a benzina                                | Versioni a benzina | Versioni a benzina | Versioni a benzina | Versioni a benzina | Versioni a benzina | Versioni a benzina  | Versioni a benzina | Versioni a benzina   | Versioni a benzina | Versioni a benzina |
| ---------------------------------------------------------------------------- | ------------------ | --------------------- | ------------------ | ------------------------------------------------- | ------------------ | ------------------ | ------------------ | ------------------ | ------------------ | ------------------- | ------------------ | -------------------- | ------------------ | ------------------ |
| CLS 280                                                                      | 219.354            | M272E30 (272.943)     | 2996               | Iniez. elett. indiretta                           | 231/6000           | 300/2500           | AS/7               | 1.655              | 245                | 7"7                 | 9,8                | 233                  | 2008-09            | 59.591             |
| CLS 300                                                                      | 219.354            | M272E30 (272.943)     | 2996               | Iniez. elett. indiretta                           | 231/6000           | 300/2500           | AS/7               | 1.655              | 245                | 7"7                 | 9,8                | 233                  | 2009-10            | 61.451             |
| CLS 350                                                                      | 219.356            | M272E35 (272.964)     | 3498               | Iniez. elett. indiretta                           | 272/6000           | 350/2400           | AS/7               | 1.655              | 250                | 7"                  | 10,1               | 241                  | 2004-06            | 62.231             |
| CLS 350 CGI                                                                  | 219.357            | M272DE35 (272.985)    | 3498               | Iniezione diretta                                 | 292/6400           | 365/3000           | AS/7               | 1.660              | 250                | 6"7                 | 9,3                | 222                  | 2006-10            | 65.047             |
| CLS 5001                                                                     | 219.375            | M113E50 (113.967)     | 4966               | Iniez. elett. indiretta                           | 306/5600           | 460/2700           | AS/7               | 1.735              | 250                | 6"1                 | 11,3               | 268                  | 2004-06            | 77.381             |
| CLS 5001                                                                     | 219.372            | M273E55 (273.960)     | 5461               | Iniez. elett. indiretta                           | 388/6000           | 530/2800           | AS/7               | 1.760              | 250                | 5"4                 | 11,8               | 280                  | 2006-10            | 80.407             |
| CLS 55 AMG Kompressor                                                        | 219.376            | M113E55ML (113.990)   | 5439               | Iniez. elett. indiretta + compressore volumetrico | 476/6100           | 700/2650           | AS/5               | 1.845              | 250                | 4"7                 | 13,6               | 340                  | 2004-06            | 106.491            |
| CLS 55 AMG Kompressor Performance                                            | 219.376            | M113E55ML (113.990)   | 5439               | Iniez. elett. indiretta + compressore volumetrico | 476/6100           | 700/2650           | AS/5               | 1.845              | 300                | 4"7                 | 13,6               | 340                  | 2006               | 118.737            |
| CLS 63 AMG                                                                   | 219.377            | M156E63               | 6208               | Iniez. elett. indiretta                           | 514/6800           | 630/5200           | AS/7               | 1.830              | 250                | 4"5                 | 14,5               | 345                  | 2006-10            | 110.869            |
| CLS 63 AMG Performance                                                       | 219.377            | M156E63               | 6208               | Iniez. elett. indiretta                           | 514/6800           | 630/5200           | AS/7               | 1.830              | 300                | 4"5                 | 14,5               | 345                  | 2006-10            | 121.735            |
| Versioni diesel                                                              |                    |                       |                    |                                                   |                    |                    |                    |                    |                    |                     |                    |                      |                    |                    |
| CLS 320 CDI                                                                  | 219.322            | OM642DE30LA (642.920) | 2987               | turbodiesel common rail                           | 224/4000           | 540/1800           | AS/7               | 1.740              | 246                | 7"                  | 7,6                | 202                  | 2005-09            | 61.447             |
| CLS 350 CDI                                                                  | 219.322            | OM642DE30LA (642.920) | 2987               | turbodiesel common rail                           | 224/4000           | 540/1800           | AS/7               | 1.740              | 246                | 7"                  | 7,6                | 202                  | 2009-10            | 67.241             |
| 1 Dal 2006 commercializzata in USA, Canada e Giappone con il nome di CLS 550 |                    |                       |                    |                                                   |                    |                    |                    |                    |                    |                     |                    |                      |                    |                    |